# Hunveyor-Husar terepgyakorlat és szimuláció

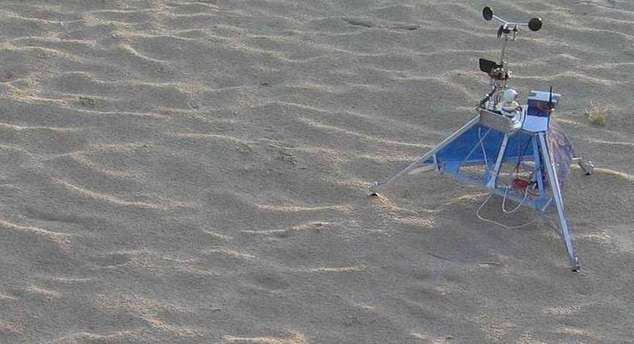
A Hunveyor-4 a 2005 évi fülöpházi homokdűnés terepgyakorlaton.

A Hunveyor (Hungarian UNiversity SURVEYOR) és a Husar-rover (Hungarian University Surface Analyser Rover) betűszavakból álló elnevezésű magyar egyetemi gyakorló űrszonda modellek a magyarországi tudományegyetemeken, főiskolákon és középiskolákban is épülnek. Az oktatási intézmények laboratóriumaiban a hallgatók, a diákkörösök és a szakkörökben tevékenykedő diákok építik őket tanáraik vezetésével. Az elmúlt évek során több ilyen Hunveyor-Husar robot együttest építettek meg.
E robotokkal az építő csoportok elhatározták, hogy olyan planetáris analóg helyszíneket látogatnak meg Magyarországon, amelyek mind a geológiai terepi munka szempontjából, mind pedig a Hunveyor fejlesztések és a mérések fejlesztése és kipróbálása szempontjából sok haszonnal járhatnak a fejlesztők számára.

## Magyarországi terepgyakorlatok

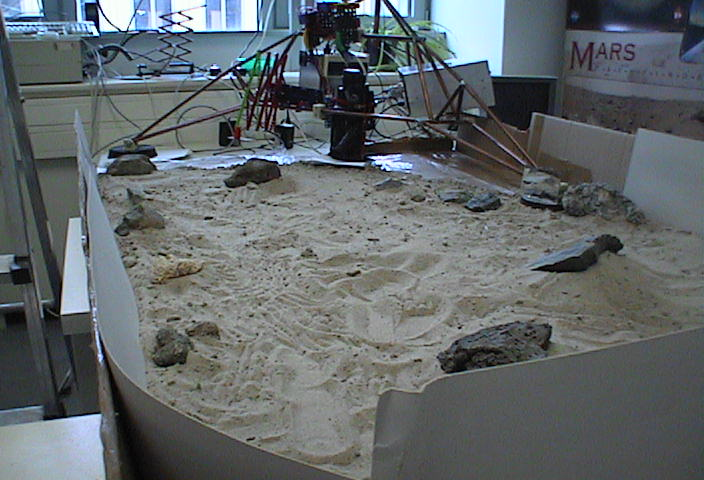
A Hunveyor-1 terepasztala 1999-ben az ELTE TTK Általános Technika Tanszéken.

Korábban már lehetőség volt szimulációs kísérletekre a Hunveyor és Husar modellekkel a laboratóriumokban megépített terepasztalokon is. Ezek előnye az volt, hogy internetes kapcsolattal a világhálóról is követni tudták az érdeklődők a szimulációs kísérleteket. Belépve a Hunveyor-Husar honlapra irányítani tudták a Husar-1 rovert (előre, hátra, jobbra, balra mozgatási parancsokkal) illetve a Hunveyor-1 robotkarját (ki, be, föl, le parancsokkal).
A Husar-1 kamerája képet közvetített, 5 másodperces frissítésekkel. A rover mozgását a
kamera képének változásával, a kar mozgását a rá irányított kamera képpel lehetett követni.

### Fülöpháza: homokdűnéken
A hálózattól függetlenített robotokkal a planetáris analóg geológiai környezet meglátogatása kínálkozott ígéretes terepgyakorlatnak. Az első ilyen terepi látogatásra 2005, augusztus 31-én került sor a Kecskemét melletti Fülöpházán. Itt található hazánk egyetlen futóhomokos dűnesora. Ez a táj a marsi homoksivatagok analóg párjaként tekinthető majd a hazai Hunveyor terepgyakorlatokon. A fülöpházi terepgyakorlaton a Hunveyor-4-gyel vettünk részt.

### Nógrádon: éles kavicsoknál (dreikantereknél)
Ugyancsak ez a robot került kipróbálásra Nógrádon, a várhegy melletti mezőkön található sarkos kavicsok terepén. Ezek a marsi jégkorszaki szelek által lapos oldalúakra csiszolt kőzetdarabok földi párjai. Ezen a kiránduláson látogatást tettünk a béri andezitnél is.

### Gánton, a külszíni fejtésű bauxitbányában
A következő terepi látogatásra Gánton, a külszíni fejtés bányagödrénél került sor 2005, október 1-jén. A vörös sziklasivatagi táj vízmosásai, kőzetkibúvási és más felszíni formái teszik a terepet szintén a marsi analóg tájjá.

### Hosszúhetényben: vénuszi analógia
Egy másik terepgyakorlatot tartott a Hunveyor-2-vel a pécsi csoport Hosszúhetényben, ahol a vénuszi kőzetekkel is rokon fonolitot bányásszák.

### Szentbékkálla és Hegyestű: bazaltok
Nagy és közös analóg szimulációs terepgyakorlatunk volt a szentbékkállai és a hegyestűi látogatás. Mindkét helyen bazaltok vannak jelen és a bazaltok, mondhatni, interplanetáris kőzetek, csaknem minden égitesten előfordulnak. A szentbékkállai kőzet jelentősége abban áll, hogy a tufában található zárványok egy sorozata rokonítható a marsi eredetű shergottitos meteoritok körében fölismert magmás kőzet-sorozathoz. A Hegyestű bazaltoszlopai pedig a kiömlés folyamatáról mutatnak be szemléletes metszetképet, égitestléptéken.

## Amerikai terepgyakorlatok
Két olyan terepgyakorlat történt eddig, amikor a Hunveyor-Husar rendszer egy, vagy több eleme az Egyesült Államokban, Utahban, a Hanksville falu melletti Mars Desert Research Basis-en vett részt terepgyakorlaton.

### A 2006 évi terepgyakorlat
Hargitai Henrik vett részt ezen a Husar-2b roverrel, melyet a Pécsi Egyetemen készítettek, Hegyi Sándor vezetésével. A terepgyakorlat során Hargitai Henrik azt a műveletet próbálta ki, hogyan tud együttműködni a rover az űrhajóssal terepi munkái során.

### A 2008 évi terepgyakorlat
Hargitai Henrik vezetésével a 71. kutatócsoport magyar résztvevőkből áll. Hargitai Henrik - commander (programszervező parancsnok), Tepliczky István - engineer (mérnök), Kereszturi Ákos - geológus, Boros-Oláh Mónika - csillagász, Hirchs Tibor - sci-fi-író, riporter, Muhi András - filmriporter. Ezen a két hetes programon a HUNME (Hunveyor-10) meteorológia állomást és a Husar-2d új rovert próbálja ki a csoport. A HUNME robotikai fejlesztését az NJSZT Robotikai Szakosztálya, Istenes Zoltán végezte. A terepgyakorlat során talaj és élővilág kutatás, geológiai és térképezési program, meteorológia mérésekkel komplex planetáris felszíni vizsgálatokat végeznek a csoport tagjai.
A HUNME (Hunveyor-10) adatgyűjtőjét és elektronikus rendszerét Istenes Zoltán készítette el. A műszerek megnevezése a következő:
- A: szélirány- és sebesség mérő
- B: hőmérséklet és páratartalom (felső)
- C: hőmérséklet és páratartalom (alsó)
- D: sugárzásegyenleg (Rad. Energy Balance)
- E: foto-aktív sugárzásmérő
- F: szélsebesség mérő
- G: napsugárzás mérő
- H: infrahőmérő talajfelszínre
- I:  levélnedvesség mérő
- J: napelem
- K: adatgyűjtő és számítógépdoboz
- L: talajhőmérők (4 db)

A mérőrendszerhez egy adatgyűjtő és egy számítógépes egység csatlakozik, amely biztosítja a mérési adatok gyűjtését és a terepi munkán résztvevőknek a közvetlen, wifin keresztüli leolvasás lehetőségét.

## Külső hivatkozás
- https://web.archive.org/web/20040330025428/http://planetologia.elte.hu/
- http://www.lpi.usra.edu/meetings/lpsc2006/pdf/1136.pdf
- http://www.lpi.usra.edu/meetings/lpsc2006/pdf/1114.pdf
- http://www.lpi.usra.edu/meetings/lpsc2007/pdf/1204.pdf
- http://www.lpi.usra.edu/meetings/lpsc2005/pdf/1177.pdf
- http://www.lpi.usra.edu/meetings/lpsc2007/pdf/1068.pdf
- FIELD TRIP TASKS AND SIMULATIONS WITH HUSAR-2 ROVER AT THE MARS ANALOG DESERT STATION, UTAH, USA.
- PLANETARY ANALOG FIELD TRIPS AT HUNGARIAN SITES WITH UNIVERSITY SPACE PROBE MODELS HUNVEYOR AND HUSAR.
- MARS ANALOG FLUVIAL AND DESERT PROCESSES IN THE PLIOCENE HUNGARY STUDIED WITH HUNVEYOR.
- PLANETARY ANALOG METARIALS STUDIES: MARTIAN SHERGOTTITES AND THEIR COUNTERPARTS FROM THE SZENTBÉKKÁLLA SERIES OF MANTLE LHERZOLITE INCLUSIONS AND THE HOST BASALTS IN HUNGARY.
- https://web.archive.org/web/20080827105605/http://www.robotika.njszt.hu/index.php?title=Hunveyor_husar
- https://web.archive.org/web/20080423015227/http://www.robotika.njszt.hu/index.php?title=Mdrs
- http://planetologia.elte.hu/1cikkek.phtml?cim=szimulacio.html